# Raphaël Varane
Raphaël Xavier Varane (pronunciación en francés: /ʁafaɛl vaʁan/; Lille, 25 de abril de 1993) es un exfutbolista francés que jugaba como defensa. Jugó la mayor parte de su carrera en el Real Madrid C. F. donde permaneció durante 10 temporadas, desde 2011 hasta 2021. También tuvo una etapa en el Manchester United F. C. desde 2021 hasta 2024. Su último equipo fue el Como 1907.
Formado en las categorías inferiores del Racing Club de Lens, debutó en 2010 con el equipo del Paso de Calais en la Ligue 1, con apenas 17 años. La siguiente temporada 2011-12, fichó por el Real Madrid, bajo recomendación del entonces asesor del club blanco, Zinedine Zidane.
Fue internacional absoluto con la selección francesa desde 2013, con la que se proclamó campeón del mundo en 2018.
El día 2 de febrero de 2023 anunció su retiro de la selección francesa de fútbol a los 29 años.

## Perfil como jugador

### Estilo de juego y recepción
Varane ha sido descrito por el entrenador juvenil de Lens, Éric Assadourian, como un "jugador de primera clase" que se siente "cómodo tanto en el nivel táctico como técnico". El 30 de enero de 2013, el entonces entrenador asistente del Real Madrid, Aitor Karanka, habló sobre Varane en la conferencia de prensa posterior al El Clásico de la Copa del Rey, diciendo: "Es obvio que Varane tiene una buena cabeza y seguirá mejorando".
El exdefensor de Francia Frank Leboeuf cree que Varane tiene el potencial de ser mejor que la leyenda del Real Madrid Fernando Hierro, diciendo a los periodistas: "Muchos lo comparan con Hierro debido a su técnica, pero en el nivel físico es más fuerte y es mucho más rápido". Fernando Hierro y José Mourinho han etiquetado a Varane como uno de los mejores defensores en el fútbol mundial.

## Vida privada
Varane está casado con su pareja de mucho tiempo, Camille Tytgat, y tienen un hijo llamado Ruben y una hija llamada Anaïs.
Cuando Zinedine Zidane llamó a Varane acerca del interés del Real Madrid en ficharlo en junio de 2011, Varane le pidió a Zidane que lo llamara de nuevo porque estaba en medio de estudiar para su examen de bachillerato.
Su hermano, Jonathan Varane, es un futbolista profesional que actualmente juega para Sporting de Gijón. Su hermana, Annabelle Varane, fue Miss Nord-Pas-de-Calais 2018 y compitió en Miss France 2019.

## Trayectoria

### Categorías inferiores
Varane comenzó su carrera futbolística en el distrito de Lille jugando para el club local AS Hellemmes a la edad de siete años, donde permaneció durante dos años antes de recalar en las categorías inferiores del Racing Club de Lens.
En julio de 2002, se unió al R. C. de Lens, a pesar de algún interés del club de su ciudad, el Lille O. S. C. Al igual que Gaël Kakuta y Timothée Kolodziejczak, Varane pasó un tiempo formándose en el Centro de Fútbol de Liévin, un centro de capacitación exclusivamente para los jugadores criados en la región Nord-Pas-de-Calais hasta que se integró plenamente en la plantilla del R. C. Lens. Rápidamente fue subiendo peldaños dentro de las categorías inferiores.
En la temporada 2008-09, junto con sus compañeros de equipo Thorgan Hazard y Geoffrey Kondogbia, jugó en el equipo sub-16 del club ganando el campeonato nacional de la categoría, mientras que a la temporada siguiente, Varane fue ascendido al equipo sub-19 a pesar de contar únicamente con 17 años. Poco antes del inicio de la temporada 2010-11, firmó su primer contrato profesional.

### R. C. Lens
A finales de octubre de 2010 fue llamado por primera vez para entrenarse con el primer equipo. La lesión del central Alaeddine Yahia le abrió las puertas de la titularidad del primer equipo. En el partido, que concluyó con la victoria del Lens 2-0 contra el Montpellier, jugó los 90 minutos. Su titularidad sin embargo no tuvo continuidad y Varane se sentó en el banquillo en los siguientes compromisos de su equipo. Regresó a la alineación titular el 30 de noviembre en una derrota por 4-1 ante el Stade Brestois para disputar un total de 23 partidos oficiales a lo largo de toda la temporada, cuajando buenas actuaciones que le valieron para que su contrato fuese renovado hasta el año 2015.
El 8 de mayo de 2011 anotó su primer gol como profesional en un empate 1-1 con el S. M. Caen.

### Real Madrid

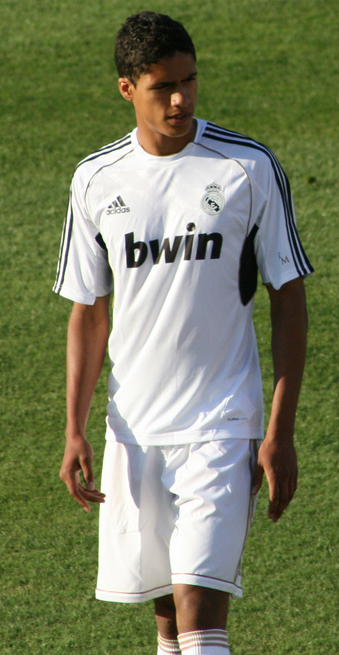
Raphaël Varane entrenando con el Real Madrid en Los Ángeles, California.

El 17 de junio de 2011 el Real Madrid Club de Fútbol hizo oficial el fichaje de Varane, que quedó ligado al club por las siguientes seis temporadas. La operación se cifró en unos 10 millones de euros.
Debutó en partido oficial el 21 de septiembre de ese año —como titular— ante el Racing de Santander en El Sardinero. Su primer gol lo marcó en el siguiente partido liguero, en su estreno oficial en el Santiago Bernabéu. Varane anotó el 3-2 ante el Rayo Vallecano al conectar con la espuela —aprovechando su altura y corpulencia— un saque de esquina.
Tres días después debutó en competición europea en Liga de Campeones contra el Ajax Ámsterdam. El registro le situó como el cuarto debutante blanco más joven de la historia en la máxima competición continental tras José Rodríguez, Raúl e Iker Casillas.
En su primera campaña en Madrid —la temporada 2011-12— disputó siete encuentros de Liga, cinco de ellos como titular. Marcó un gol en Copa del Rey ante la Ponferradina, llegó a jugar los cuartos de final de Champions ante el APOEL FC de Nicosia y —como parte del «Real Madrid de los récords» que consiguió registros nunca antes vistos— conquistó el título de Liga con 100 puntos inéditos.
Tras el verano de 2012 conquistó la Supercopa de España.
El 30 de enero de 2013 jugó —como él mismo diría después— su mejor partido desde que está en el Madrid. Fue en el encuentro de ida de semifinales de Copa ante el Fútbol Club Barcelona. El francés se «doctoró» en su primer Clásico. Evitó un gol bajo palos —además de cortar otras opciones francas de remate— para después rubricar su gran partido con el tanto del empate (1-1). El central recibió numerosos elogios por parte de la prensa internacional así como de reconocidas personalidades del mundo del fútbol. Emilio Butragueño calificó el partido del francés como «sensacional» mientras que Fernando Hierro aseguró que «Varane es buenísimo». Además su gran actuación hizo que el director técnico de la selección absoluta francesa —Didier Deschamps— lo llamara para un partido amistoso contra Alemania.
En el partido de vuelta de aquella eliminatoria Varane volvió a ser titular; Mourinho apostó por él en detrimento de Pepe. Marcó el tercer gol que sentenció el pase a la final de Copa.
A partir de ese momento, Varane se consolidó como titular, en detrimento de Pepe, hasta que el 11 de mayo de 2013, sufrió una rotura del menisco, en una jugada fortuita, en el partido ante el RCD Español, que le obligó a pasar por el quirófano y a perderse lo que restaba de temporada.
El 18 de septiembre de 2014 el Real Madrid C. F. comunicó la ampliación del contrato que vincula al jugador Raphaël Varane con el club hasta el 30 de junio de 2020.
Varane ha sido de los futbolistas más destacados del Real Madrid contemporáneo, consiguiendo cuatro títulos de Liga de Campeones en 5 años, a las órdenes de su compatriota Zinedine Zidane.

### Manchester United
Tras ganar 18 títulos en los diez años que estuvo en el Real Madrid C. F., el 27 de julio de 2021 el club blanco anunció su traspaso al Manchester United F. C. Este se completó el 14 de agosto después de cumplir el protocolo COVID-19 y firmar el contrato.
El 14 de mayo de 2024 anunció su marcha del club una vez expirara su contrato al final de la temporada tras haber jugado cerca de cien partidos y ganar la Copa de la Liga de Inglaterra. También añadió a su palmarés la FA Cup en su última aparición con el equipo.

### Retiro en Como
El 28 de julio de 2024 fichó por el Como 1907. Debutó el 11 de agosto en un encuentro de la Copa Italia frente a la U. C. Sampdoria en el que fue sustituido a los veinte minutos al notar molestias en la rodilla. Ese acabó siendo el último partido de su carrera antes de comunicar su retirada el siguiente 25 de septiembre.

## Selección nacional
Ha sido internacional con las categorías sub-18 y sub-21 de Francia y también fue convocado con la sub-17 pero no jugó ningún partido. Debutó con la sub-18 el 24 de agosto de 2010 en un partido amistoso ante Dinamarca. Marcó un gol y el partido acabó 2-0 con victoria para los bleus. Rechazó varias convocatorias debido a su participación con el Lens, como consecuencia, se perdió el Tournoi de Limoges y otro torneo en Israel. El 3 de febrero de 2011, fue convocado con la sub-21 por el seleccionador Erick Mombaerts para un partido ante Eslovaquia. Varane declaró que fue una enorme sorpresa. Jugó ante Eslovaquia y el partido acabó con victoria por 3-1. El 15 de noviembre, anotó su primer gol con la sub-21 en un partido de clasificación para la Eurocopa Sub-21 de 2013 que acabó con victoria por 2-0. La victoria aseguró la clasificación de Francia para el campeonato. En agosto de 2012 fue convocado por primera vez con la absoluta —para un amistoso ante Uruguay— aunque finalmente no llegó a jugar. El 31 de enero de 2013, Didier Deschamps volvió a convocarle, esta vez para un amistoso contra Alemania. Debutó con la selección absoluta el 22 de marzo de 2013, en un partido de clasificación para la Copa Mundial de Fútbol de 2014, en el que Francia ganó a Georgia por 3-1.
El 13 de mayo de 2014, el entrenador de la selección francesa Didier Deschamps incluyó a Varane en la lista final de 23 jugadores que representarán a Francia en la Copa Mundial de 2014.
El 17 de mayo de 2018, el seleccionador Didier Deschamps lo incluyó en la lista de 23 para el Mundial. Jugó como titular, marcó un gol decisivo en cuartos de final para eliminar a Uruguay, y se consagró campeón del mundo con la selección de Francia, siendo uno de los mejores centrales del Mundial.
Continuo como parte del seleccionado francés siendo parte del plantel que perdería en octavos de final contra Suiza en la Eurocopa 2020, se consagraría campeón de la Liga de Naciones de la UEFA y sería parte de los seleccionados para disputar la Copa del Mundo Catar 2022 donde llegaría a la final perdiendo contra Argentina en la definición por penales quedándose con la medalla de plata.
Finalmente anunciaría su retiro a nivel selección nacional en sus redes sociales el 2 de febrero de 2023 a los 29 años.

### Participaciones en fases finales
Participaciones en Copas del Mundo
| Mundial           | Sede   | Resultado        | Partidos | Goles |
| ----------------- | ------ | ---------------- | -------- | ----- |
| Copa Mundial 2014 | Brasil | Cuartos de final | 5        | 0     |
| Copa Mundial 2018 | Rusia  | Campeón          | 7        | 1     |
| Copa Mundial 2022 | Catar  | Subcampeón       | 6        | 0     |

Participaciones en Eurocopas
| Eurocopa      | Sede   | Resultado        | Partidos | Goles |
| ------------- | ------ | ---------------- | -------- | ----- |
| Eurocopa 2020 | Europa | Octavos de final | 4        | 0     |

## Estadísticas

### Clubes
Actualizado al último partido jugado en su carrera.
| Club                               | Div.          | Temporada     | Liga  | Liga  | Liga   | Copas nacionales | Copas nacionales | Copas nacionales | Copas internacionales | Copas internacionales | Copas internacionales | Total | Total | Total  |
| Club                               | Div.          | Temporada     | Part. | Goles | Asist. | Part.            | Goles            | Asist.           | Part.                 | Goles                 | Asist.                | Part. | Goles | Asist. |
| ---------------------------------- | ------------- | ------------- | ----- | ----- | ------ | ---------------- | ---------------- | ---------------- | --------------------- | --------------------- | --------------------- | ----- | ----- | ------ |
| R. C. Lens II Francia              | 4.ª           | 2010-11       | 9     | 0     | 0      | ―                | ―                | ―                | ―                     | ―                     | ―                     | 9     | 0     | 0      |
| R. C. Lens II Francia              | Total club    | Total club    | 9     | 0     | 0      | 0                | 0                | 0                | 0                     | 0                     | 0                     | 9     | 0     | 0      |
| R. C. Lens Francia                 | 1.ª           | 2010-11       | 23    | 2     | 0      | 1                | 0                | 0                | ―                     | ―                     | ―                     | 24    | 2     | 0      |
| R. C. Lens Francia                 | Total club    | Total club    | 23    | 2     | 0      | 1                | 0                | 0                | 0                     | 0                     | 0                     | 24    | 2     | 0      |
| Real Madrid C. F. · España         | 1.ª           | 2011-12       | 9     | 1     | 0      | 2                | 1                | 0                | 4                     | 0                     | 1                     | 15    | 2     | 1      |
| Real Madrid C. F. · España         | 1.ª           | 2012-13       | 15    | 0     | 0      | 7                | 2                | 0                | 11                    | 0                     | 0                     | 33    | 2     | 0      |
| Real Madrid C. F. · España         | 1.ª           | 2013-14       | 14    | 0     | 1      | 2                | 0                | 0                | 7                     | 0                     | 0                     | 23    | 0     | 1      |
| Real Madrid C. F. · España         | 1.ª           | 2014-15       | 27    | 0     | 0      | 5                | 2                | 0                | 14                    | 0                     | 0                     | 46    | 2     | 0      |
| Real Madrid C. F. · España         | 1.ª           | 2015-16       | 26    | 0     | 0      | 0                | 0                | 0                | 7                     | 0                     | 0                     | 33    | 0     | 0      |
| Real Madrid C. F. · España         | 1.ª           | 2016-17       | 23    | 1     | 2      | 3                | 1                | 0                | 13                    | 2                     | 0                     | 39    | 4     | 2      |
| Real Madrid C. F. · España         | 1.ª           | 2017-18       | 27    | 0     | 1      | 3                | 0                | 0                | 14                    | 0                     | 1                     | 44    | 0     | 2      |
| Real Madrid C. F. · España         | 1.ª           | 2018-19       | 32    | 2     | 0      | 4                | 0                | 0                | 7                     | 0                     | 0                     | 43    | 2     | 0      |
| Real Madrid C. F. · España         | 1.ª           | 2019-20       | 32    | 2     | 1      | 3                | 1                | 0                | 8                     | 0                     | 0                     | 43    | 3     | 1      |
| Real Madrid C. F. · España         | 1.ª           | 2020-21       | 31    | 2     | 0      | 1                | 0                | 0                | 9                     | 0                     | 0                     | 41    | 2     | 0      |
| Real Madrid C. F. · España         | Total club    | Total club    | 236   | 8     | 5      | 30               | 7                | 0                | 94                    | 2                     | 2                     | 360   | 17    | 7      |
| Manchester United F. C. Inglaterra | 1.ª           | 2021-22       | 22    | 1     | 1      | 2                | 0                | 0                | 5                     | 0                     | 0                     | 29    | 1     | 1      |
| Manchester United F. C. Inglaterra | 1.ª           | 2022-23       | 24    | 0     | 0      | 5                | 0                | 0                | 5                     | 0                     | 0                     | 34    | 0     | 0      |
| Manchester United F. C. Inglaterra | 1.ª           | 2023-24       | 22    | 1     | 0      | 6                | 0                | 0                | 4                     | 0                     | 0                     | 32    | 1     | 0      |
| Manchester United F. C. Inglaterra | Total club    | Total club    | 68    | 2     | 1      | 13               | 0                | 0                | 14                    | 0                     | 0                     | 95    | 2     | 1      |
| Como 1907 · Italia                 | 1.ª           | 2024-25       | 0     | 0     | 0      | 1                | 0                | 0                | ―                     | ―                     | ―                     | 1     | 0     | 0      |
| Como 1907 · Italia                 | Total club    | Total club    | 0     | 0     | 0      | 1                | 0                | 0                | 0                     | 0                     | 0                     | 1     | 0     | 0      |
| Total carrera                      | Total carrera | Total carrera | 336   | 12    | 6      | 45               | 7                | 0                | 108                   | 2                     | 2                     | 489   | 21    | 8      |

### Selección nacional
Actualizado al último partido disputado el 17 de noviembre de 2020.
| Selección        | Temporada  | Amistosos | Amistosos | Europeo | Europeo | Mundial | Mundial | Total | Total |
| Selección        | Temporada  | Part.     | Goles     | Part.   | Goles   | Part.   | Goles   | Part. | Goles |
| ---------------- | ---------- | --------- | --------- | ------- | ------- | ------- | ------- | ----- | ----- |
| Absoluta Francia | 2013       | 1         | 0         | 3       | 0       | -       | -       | 3     | 0     |
| Absoluta Francia | 2014       | 8         | 1         | -       | -       | 5       | 0       | 13    | 1     |
| Absoluta Francia | 2015       | 10        | 1         | -       | -       | -       | -       | 10    | 1     |
| Absoluta Francia | 2016       | 4         | 0         | 4       | 0       | -       | -       | 8     | 0     |
| Absoluta Francia | 2017       | 2         | 0         | 3       | 0       | -       | -       | 5     | 0     |
| Absoluta Francia | 2018       | 3         | 0         | 4       | 0       | 7       | 1       | 14    | 1     |
| Absoluta Francia | 2019       | 1         | 0         | 9       | 2       | -       | -       | 10    | 2     |
| Absoluta Francia | 2020       | 2         | 0         | 5       | 0       | -       | -       | 7     | 0     |
| Absoluta Francia | Total sel. | 31        | 2         | 28      | 2       | 12      | 1       | 71    | 5     |

## Palmarés

### Títulos nacionales
| Título             | Club                    | País       | Año  |
| ------------------ | ----------------------- | ---------- | ---- |
| Campeonato de Liga | Real Madrid C. F.       | España     | 2012 |
| Supercopa          | Real Madrid C. F.       | España     | 2012 |
| Copa del Rey       | Real Madrid C. F.       | España     | 2014 |
| Campeonato de Liga | Real Madrid C. F.       | España     | 2017 |
| Supercopa          | Real Madrid C. F.       | España     | 2017 |
| Supercopa          | Real Madrid C. F.       | España     | 2020 |
| Campeonato de Liga | Real Madrid C. F.       | España     | 2020 |
| Copa de la Liga    | Manchester United F. C. | Inglaterra | 2023 |
| FA Cup             | Manchester United F. C. | Inglaterra | 2024 |

### Títulos internacionales
Nota *: incluyendo la selección.
| Título                 | Equipo *             | Sede                   | Año  |
| ---------------------- | -------------------- | ---------------------- | ---- |
| Liga de Campeones      | Real Madrid C. F.    | Lisboa                 | 2014 |
| Supercopa de Europa    | Real Madrid C. F.    | Cardiff                | 2014 |
| Mundial de Clubes      | Real Madrid C. F.    | Marruecos              | 2014 |
| Liga de Campeones      | Real Madrid C. F.    | Milán                  | 2016 |
| Supercopa de Europa    | Real Madrid C. F.    | Trondheim              | 2016 |
| Mundial de Clubes      | Real Madrid C. F.    | Japón                  | 2016 |
| Liga de Campeones      | Real Madrid C. F.    | Cardiff                | 2017 |
| Supercopa de Europa    | Real Madrid C. F.    | Skopie                 | 2017 |
| Mundial de Clubes      | Real Madrid C. F.    | Emiratos Árabes Unidos | 2017 |
| Liga de Campeones      | Real Madrid C. F.    | Kiev                   | 2018 |
| Mundial de Clubes      | Real Madrid C. F.    | Emiratos Árabes Unidos | 2018 |
| Copa Mundial de Fútbol | Selección de Francia | Rusia                  | 2018 |
| Liga de Naciones       | Selección de Francia | Italia                 | 2021 |

### Distinciones individuales
| Distinción                                                                     | Año                          |
| ------------------------------------------------------------------------------ | ---------------------------- |
| Miembro del mejor once extranjero de la historia del Real Madrid según «Marca» | 2013                         |
| Nominado al FIFA/FIFPro World XI                                               | 2014, 2015, 2016, 2017, 2019 |
| Equipo Ideal de la Liga de Campeones                                           | 2018                         |
| Equipo de las Estrellas de la Copa Mundial de Fútbol                           | 2018                         |
| Premio UEFA – Defensa del año (2.º)                                            | 2018                         |
| Premio UEFA – Mejor Jugador de Europa (8.º)                                    | 2018                         |
| Segundo mejor defensa central del mundo según FourFourTwo                      | 2018                         |
| Premio The Best FIFA (9.º)                                                     | 2018                         |
| XI Mundial FIFA/FIFPro                                                         | 2018                         |
| Balón de Oro (7.º)                                                             | 2018                         |
| Segundo mejor defensa central del mundo según ESPN                             | 2018                         |
| Equipo del Año de la IFFHS                                                     | 2018                         |
| Jugador francés del año                                                        | 2018 (2.º)                   |
| Elegido en el equipo del año por L'Équipe                                      | 2018                         |
| Equipo del año UEFA                                                            | 2018                         |
| Incluido en el once ideal de la década por Goal                                | 2019                         |
| Parte de los 100 mejores jugadores del mundo según The Guardian                | 2022                         |

### Condecoraciones
| Distinción                      | Año  |
| ------------------------------- | ---- |
| Caballero de la Legión de Honor | 2019 |